# Puzz Loop

Puzz Loop — це аркадна гра-головоломка зі з’єднанням плиток, розроблена Mitchell Corporation і випущена в 1998 році для Японії та Північної Америки та в 1999 році для Європи. Пізніше його було перенесено на DVD- плеєри Game Boy Color, PlayStation і Samsung Nuon під назвою Ballistic. Оригінальна гра Puzz Loop також була відома під цією назвою. У 2008 році видавець Hudson Soft випустив гру в App Store для iPhone та iPod Touch . Була версія гри Neo Geo Pocket Color, яку спочатку планувала опублікувати SNK, але її скасували через банкрутство оригінальної версії компанії.
За оригінальною Puzz Loop у 2001 році вийшло продовження Puzz Loop 2.

## Ігровий процес
У грі різнокольорові кульки котяться спіральною доріжкою до центральної мети, яку гравець повинен зупинити, стріляючи новими кульками з гармати у зустрічні. Кульки зникають, якщо гравець зіставляє три або більше кульок одного кольору. Крім того, збирання бонусних предметів, прикріплених до кульок, може, наприклад, тимчасово сповільнити швидкість просування кульок або спричинити зникнення всіх кульок одного кольору.
Гра закінчується, коли кульки перевищують поріг воріт.

## Рецепція
У Японії Game Machine назвала Puzz Loop у випуску від 1 березня 1999 року восьмою найуспішнішою аркадною грою місяця.  Game Machine також зазначила Puzz Loop 2 у випуску від 1 квітня 2001 року як тринадцяту найуспішнішу аркадну гру місяця. 
Джефф Лундріган переглянув версію гри для PlayStation для Next Generation, оцінивши її чотирма зірками з п’яти, і заявив, що «Добре, тож це остаточно похідна екшн-головоломка; але спробуйте, і ми гарантуємо, що ви не захочете поставити це вниз." 

## Спадщина

### Продовження
Puzz Loop 2 — це аркадна гра-головоломка від Mitchell Corporation, випущена в 2001 році на апаратному забезпеченні Capcom CPS-2.
Геймплей точно такий же, як і в попереднику, гравцеві потрібно знищити всі кольорові кульки, перш ніж вони потраплять у центр екрана. Найпопулярнішою функцією Puzz Loop 2 був режим двох гравців проти.

### Клони
Успіх Puzz Loop призвів до кількох клонів із ідентичним або майже ідентичним геймплеєм від інших компаній, зокрема Zuma, серії Luxor, Tumblebugs, Potpourrii, Butterfly Escape, Loco, Bonsai Blast і Bonbon Factory .   Мітчелл стверджує, що Zuma, один із найпопулярніших клонів, прямо порушує їхню інтелектуальну власність.   У відповідь розробник Zuma PopCap Games стверджує, що їхня гра є «не точним клоном», а розробкою оригінальної ідеї Мітчелла. 
Сам Мітчелл випустив версію гри для Nintendo DS під назвою Magnetica в 2006 році. Версія Magnetica для Wii була випущена через WiiWare у 2008 році 